# Ковальский, Виталий Владимирович
Виталий Владимирович Ковальский (12 февраля 1928, Вербовцы, УССР — 27 октября 1986, Якутск) — советский геолог, специалист в области геологии алмазных месторождений, петрографии и минералогии кимберлитовых горных пород. Член-корреспондент АН СССР (1984).

## Биография
В 1946—1952 годах учился на геологическом факультете Черновицкого государственного университета.
В 1956—1957 годах — младший научный сотрудник отдела геологии Якутского филиала АН СССР.
С 1956 года в Институте геологии Якутского филиала СО АН СССР:
- учёный секретарь (1957—1961),
- заведующий лабораторией геологии кимберлитов (1961—1979),
- заместитель директора (1965—1966),
- директор (с 1979).

В 1961 году защитил кандидатскую диссертацию
В 1973 году защитил диссертацию на степень доктора геолого-минералогических наук по теме «Кимберлитовая формация Якутии».
В 1973—1986 годах — заместитель председателя Президиума Якутского филиала СО АН СССР.
С 1976 года преподавал в Якутском государственном университете.
Создатель научного направления по изучению геологии и генезиса алмазов.
Доктор геолого-минералогических наук (1973), профессор (1984). Член-корреспондент АН СССР (1984).
Скончался 27 октября 1986 года в городе Якутск.

## Награды и звания
- 1970 — Медаль «В ознаменование 100-летия со дня рождения Владимира Ильича Ленина»
- 1974 — «Заслуженный деятель науки Якутской АССР»
- 1975 — орден Трудового Красного Знамени
- 1981 — орден «Знак Почёта»
- 1984 — Медаль «За строительство Байкало-Амурской магистрали»

## Членство в организациях
- 1951 — ВКП(б)
- 1984 — Член-корреспондент АН СССР (c 26.12.1984) — Отделение геологии, геофизики и геохимии (минералогия, петрография, геохимия)[2].

## Память
В 1988 году в честь него был назван алмаз (54,36 карат) — «Член-корреспондент АН СССР В. В. Ковальский».